# 杭福深旅客専用線

杭福深旅客専用線

杭福深旅客専用線（こうふくしんりょかくせんようせん、中文表記: 杭福深客运专线、英文表記: Hangzhou–Fuzhou–Shenzhen Dedicated Line）は、中華人民共和国南東部の浙江省杭州市と広東省深圳市を結ぶ高速鉄道路線。東南沿海旅客専用線（中文表記: 东南沿海客运专线）という別名がある。

## 概要
中華人民共和国の「四縦四横」高速鉄道ネットワーク計画のうちの1本の縦路線であり、東シナ海・南シナ海の沿岸部に位置する。全長は約 1600 kmである。しばらくは貨物列車と共用されるが、客貨分離する計画がある。以下の路線から構成される。詳細は下記を参照されたい。
- 杭甬旅客専用線（杭州東駅 - 寧波駅）
- 甬台温線（寧波駅 - 温州南駅）
- 温福線（温州南駅 - 福州南駅）
- 福廈線（福州駅 - 廈門駅）
- 廈深線（廈門北駅 - 深圳北駅）

杭州東駅で上海市方面の滬杭旅客専用線、深圳北駅で香港方面の広深港高速鉄道と連絡する。